# Protestantyzm w Dominikanie
Protestantyzm w Dominikanie według różnych statystyk w 2010 roku stanowił od 9 do 21% społeczeństwa, to jest od 1 do 2 milionów wyznawców. Lata 20. XIX wieku przyniosły falę migracji protestantów amerykańskiego pochodzenia na wyspę Haiti. Liderem protestantyzmu stał się wówczas Morgan Foley. Pierwsi karaibscy protestanci przybyli do Dominikany dopiero pod koniec dziewiętnastego stulecia. W latach 20. XX wieku protestantyzm znacznie rozpowszechnił się i na całym terytorium kraju powstały zbory i organizacje protestanckie wspierane przez Kościoły protestanckie ze Stanów Zjednoczonych. Protestantyzm w Dominikanie reprezentowany jest przez wiele tradycji wyznaniowych.
Począwszy od lat 60. i 70. dwudziestego stulecia w Dominikanie gwałtownie zaczął rozwijać się ruch zielonoświątkowy. Obecnie według Operation World największe nurty protestanckie w kraju stanowią: ruch zielonoświątkowy (4,5%) i adwentyzm (2,2%) – obejmują one 74% wszystkich protestantów.

## Kościoły protestanckie na Dominikanie
Największe kościoły w kraju, w 2010 roku, według Operation World i Prolades (*):
| Kościół                                  | Liczba członków | Liczba wiernych | Procent ludności |
| ---------------------------------------- | --------------- | --------------- | ---------------- |
| Kościół Adwentystów Dnia Siódmego        | 168 000         | 223 000         | 2,18%            |
| Kościół Boży (Cleveland)                 | 65 000          | 162 500         | 1,59%            |
| Kościół Bożych Proroctw                  | 33 000          | 94 380          | 0,92%            |
| Zbory Boże                               | 48 000          | 74 000          | 0,72%            |
| Kościół Obrońców Wiary Chrześcijańskiej  | 8900            | 24 920          | 0,24%            |
| Kościół Nazareński                       | 11 150          | 24 753          | 0,24%            |
| Wolny Kościół Metodystyczny              | 7500            | 20 500          | 0,2%             |
| Chrześcijańskie Zbory Boże               | 11 600          | 19 372          | 0,19%            |
| Misja Księcia Pokoju                     | 8200            | 18 614          | 0,18%            |
| Chrześcijański Kościół Reformowany       | 3400            | 17 000          | 0,17%            |
| Biblijny Kościół Chrześcijański          | 6700            | 16 750          | 0,16%            |
| Bracia plymuccy                          | 7500            | 15 000          | 0,15%            |
| Armia Zbawienia                          | 4370            | 12 498          | 0,12%            |
| Dominikański Kościół Ewangeliczny        | 4130            | 9500            | 0,09%            |
| Zjednoczone Zgromadzenie Chrześcijańskie | 12 800*         |                 |                  |
| Salas Evangélicas                        | 7500*           |                 |                  |
| Zgromadzenie Kościołów Chrześcijańskich  | 7000*           |                 |                  |
| Kościół Nowoapostolski                   | 5840*           |                 |                  |
| Kościół Arki Zbawienia                   | 5500*           |                 |                  |